# Nymphalis yedanula
Nymphalis yedanula är en fjärilsart som beskrevs av Hans Fruhstorfer 1909. Nymphalis yedanula ingår i släktet Nymphalis och familjen praktfjärilar. Inga underarter finns listade i Catalogue of Life.